# 1990년 9월
| 1990년: 1월 · 2월 · 3월 · 4월 · 5월 · 6월 · 7월 · 8월 · 9월 · 10월 · 11월 · 12월 |

| <          | 1990년 9월 | 1990년 9월 | 1990년 9월  | 1990년 9월 | 1990년 9월 | >           |
| 일         | 월         | 화         | 수          | 목         | 금         | 토          |
|            |            |            |             |            |            | 1 7.13 기사 |
| 2 14 경오  | 3 15 신미  | 4 16 임신  | 5 17 계유   | 6 18 갑술  | 7 19 을해  | 8 20 병자   |
| 9 21 정축  | 10 22 무인 | 11 23 기묘 | 12 24 경진  | 13 25 신사 | 14 26 임오 | 15 27 계미  |
| 16 28 갑신 | 17 29 을유 | 18 30 병술 | 19 8.1 정해 | 20 2 무자  | 21 3 기축  | 22 4 경인   |
| 23 5 신묘  | 24 6 임진  | 25 7 계사  | 26 8 갑오   | 27 9 을미  | 28 10 병신 | 29 11 정유  |
| 30 12 무술 |            |            |             |            |            |             |

| 편집하기 |

## 1990년9월 30일
- 대한민국과 소비에트 연방이 수교함으로써 85년 만에 국교가 정상화되었다.

## 1990년9월 25일
- 후안 안토니오 사마란치 국제올림픽위원회(IOC) 위원장, 제 1회 서울평화상을 수상하다.

## 1990년9월 18일
- 리히텐슈타인, 유엔에 가입하다.
- 1996년 하계 올림픽 개최지로 미국 애틀랜타가 선정되다.

## 1990년9월 14일
- 쿠웨이트 침공 이라크군, 쿠웨이트 주재 프랑스, 벨기에, 캐나다 대사관에 난입하다.

## 1990년9월 10일
- 이란과 이라크, 이란-이라크 전쟁으로 단절됐던 양국 국교 재개 합의.